# Ferdinand (Hessen-Homburg)

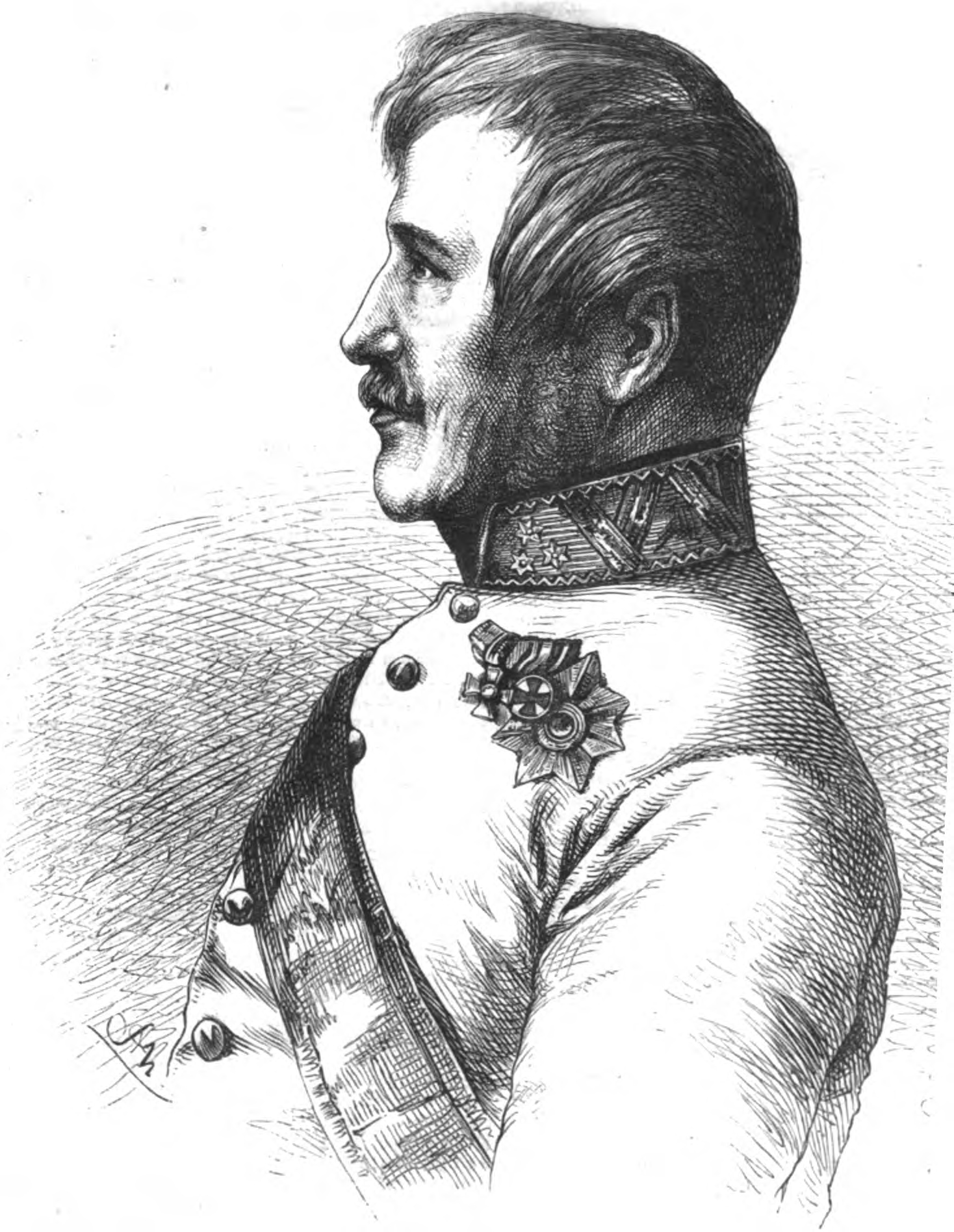
Ferdinand Heinrich Friedrich, Landgraf von Hessen-Homburg.

Ferdinand Heinrich Friedrich (* 26. April 1783 in Homburg vor der Höhe; † 24. März 1866 ebenda) war von 1848 bis zu seinem Tode der letzte regierende Landgraf von Hessen-Homburg.

## Leben

### Jugend und Militär
Er war der fünfte Sohn von Landgraf Friedrich V. und seiner Frau Karoline von Hessen-Darmstadt, einer Tochter des Landgrafen Ludwig IX. von Hessen-Darmstadt und Henriette Karoline von Pfalz-Zweibrücken, der großen Landgräfin.
Im Jahre 1800 trat er 17-jährig in das österreichische Kürassierregiment »Karl von Lothringen« ein. Nach zeitgenössischen Berichten besaß er »die Idealgestalt eines Panzerreiters«. Auf allen Schlachtfeldern der napoleonischen Kriege war er zu finden und wurde mehrfach schwer verwundet. Nach der Völkerschlacht bei Leipzig verlieh ihm Kaiser Franz die höchste Auszeichnung der österreichischen Armee, den Maria Theresia-Orden. 1822 schied er aus dem aktiven Militärdienst mit dem Rang eines Generals der Kavallerie (Feldzeugmeister) aus.

### Regierender Landgraf von Hessen-Homburg

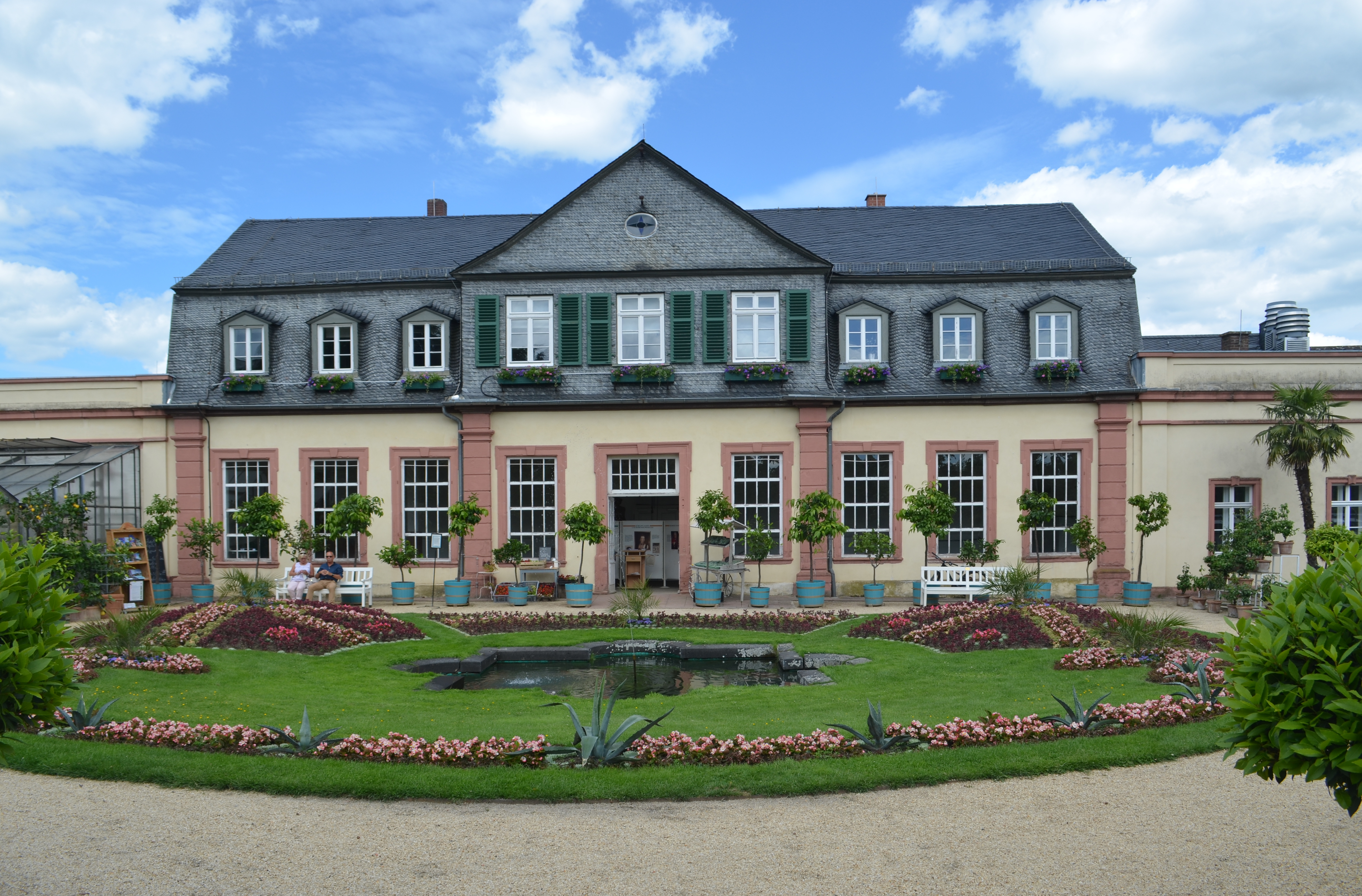
Wohnung Landgraf Ferdinands im Dachgeschoss der Orangerie im Schlossgarten.

Am 8. September 1848 trat er nach dem Tode seines Bruders, des Landgrafen Gustav, die Regierung an. Zu diesem Zeitpunkt war bereits klar, dass nach seinem Tod die Landgrafschaft an die Darmstädter Hauptlinie zurückfallen würde, da sein Neffe Friedrich ein paar Monate vorher gestorben und Ferdinand der letzte männliche Vertreter der Homburger Linie war. Ferdinand, der niemals heiratete, bewohnte seit seinem Regierungsantritt nur gemeinsam mit seinem Leibjäger wenige Mansardenzimmer der Orangerie im Homburger Schlossgarten. Bereits von Zeitgenossen wurde er als „weiberscheu“ bezeichnet. Hauptsächlich widmete er sich seinen Leidenschaften, der Jagd und dem Studium der römisch-germanischen Zeit des Taunus. Mit eiserner Sparsamkeit, wie er sie selbst vorlebte, wurde Schuld um Schuld abgetragen, um die zerrütteten Finanzen Hessen-Homburgs in den Griff zu bekommen. Ein Gutteil trug das noch unter seinem Bruder, Landgraf Philipp, konzessionierte Spielcasino der Brüder François und Louis Blanc bei. Die Revolution von 1848 machte auch vor dem kleinen Hessen-Homburg nicht halt und so berief Ferdinand auf das Verlangen des Landes im April 1849 einen konstituierenden Landtag ein und akzeptierte die noch von seinem Vorgänger Gustav gegebene Hessen-Homburger Verfassung. Nach dem Ende der Deutschen Nationalversammlung hob er diese Verfassung am 20. April 1852 durch landgräflichen Erlass wieder auf und regierte – durchaus von seinen Landeskindern geliebt – als souveräner Landgraf sein Ländchen autoritär bis zu seinem Tode. Im September 1850 war er unter den ersten Fürsten, die den restaurierten Bundestag beschickten.

### Tod und Nachfolge
Er starb am 24. März 1866 im dreiundachtzigsten Lebensjahr ohne Nachkommen, worauf Hessen-Homburg – laut Erbvertrag – an Hessen-Darmstadt, nach dem Krieg von 1866 aber an Preußen fiel. Er wurde in der Gruft des Bad Homburger Schlosses beigesetzt und füllte damit angeblich den letzten freien Platz.